# Nationaal Vlechtmuseum

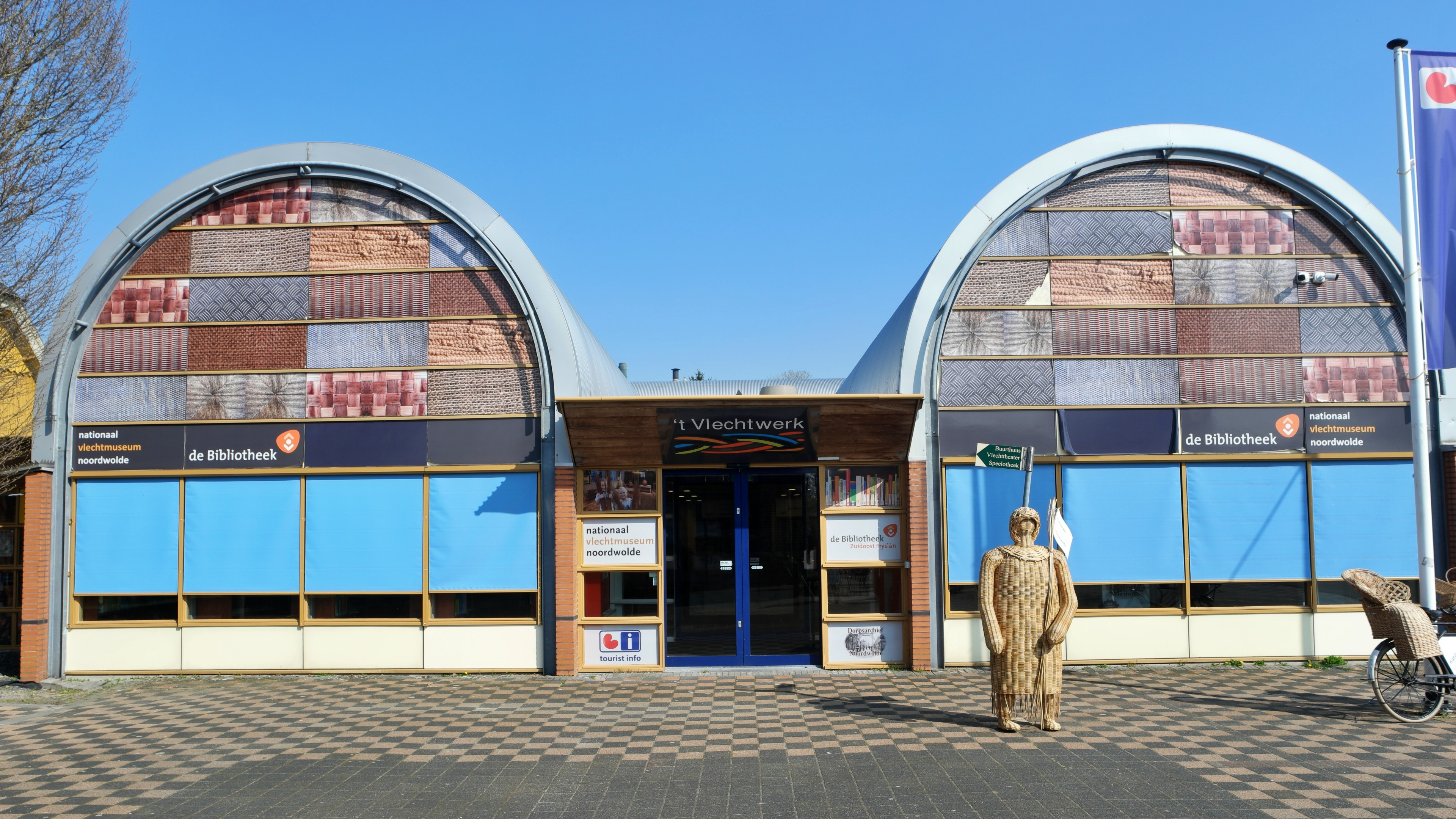
Ingang Vlechtmuseum

Het Nationaal Vlechtmuseum is een museum gevestigd in de voormalige Rijksrietvlechtschool in het Friese Noordwolde. Het museum toont de sociale en culturele geschiedenis van Noordwolde als vlechtdorp. Daarnaast geeft de collectie een beeld van vlechtkunst en vlechtgeschiedenis uit de hele wereld. In wisseltentoonstellingen toont het museum aspecten van de hedendaagse toepassingen van vlechten in kunst en design.
Het museum heeft aandacht voor de geschiedenis van Noordwolde en het vlechten, maar is ook actief in het bewaren van het ambacht zelf. Door cursussen en workshops, maar ook door wisselexposities van hedendaagse kunstenaars en ontwerpers, wordt de aandacht voor het ambacht in stand gehouden. Het Kenniscentrum Vlechten -onderdeel van het museum- bewaart, bestudeert en ontsluit kennis rond de techniek van het vlechten en constructie van voorwerpen en objecten.

## Rijksrietvlechtschool
De Rijksrietvlechtschool in welks gebouw het museum gevestigd is, werd opgericht in 1908. Het schoolgebouw stamt uit 1912 en is tot 1969 als vlechtschool in gebruik geweest. Het was de bedoeling van de initiatiefnemers van de school om de reeds bestaande huisindustrie van rietvlechters, mandenmakers en stoelenmatters meer perspectief te bieden.
De eerste directeur van de school was Harm Ellens (1871-1939), een Groninger van geboorte. Zijn opdracht was het artistiek en ambachtelijk niveau van de vlechtindustrie in Noordwolde naar een hoger niveau te brengen. De opleiding aan de school duurde drie jaar. In het museum is de inrichting van het voormalige praktijklokaal te zien zoals de situatie in de beginjaren van de school was. De school deed mee aan vele exposities op het gebied van ambacht en kunstnijverheid.
In 1966 zette Joop Beljon, directeur van de Haagse Academie van Beeldende Kunsten, samen met vlechters en de school een rotanexpositie Vorm en Rotan op, waarbij kunstenaar en industrie tot een opvallende gezamenlijke presentatie kwamen. De school heeft bijgedragen tot de reputatie van Noordwolde als 'Vlechtdorp van Nederland'. De enige vakopleiding voor het vlechtambacht trok nationaal en internationaal de aandacht van media en leerlingen. Toch liep het aantal leerlingen terug. Ouders wilden hun kinderen een beter bestaan geven dan de vlechtindustrie kon bieden. In 1969 kwam een einde aan de school.
Sinds 2001 is het Nationaal Vlechtmuseum in het gebouw van de voormalige school gevestigd. Dit museum is voortgekomen uit het Rotancentrum in Noordwolde.

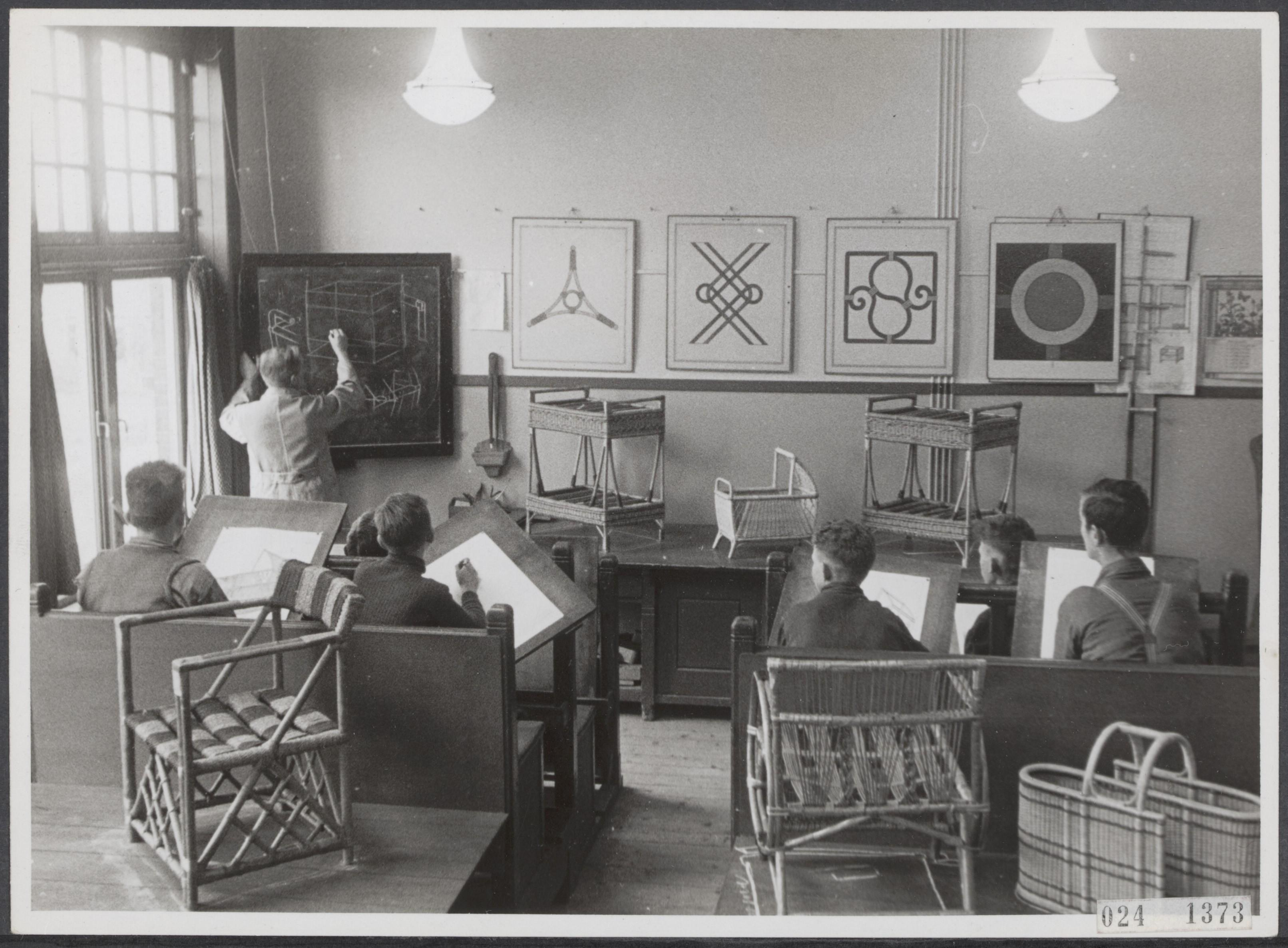
Tekenles op de Rijksrietvlechtschool
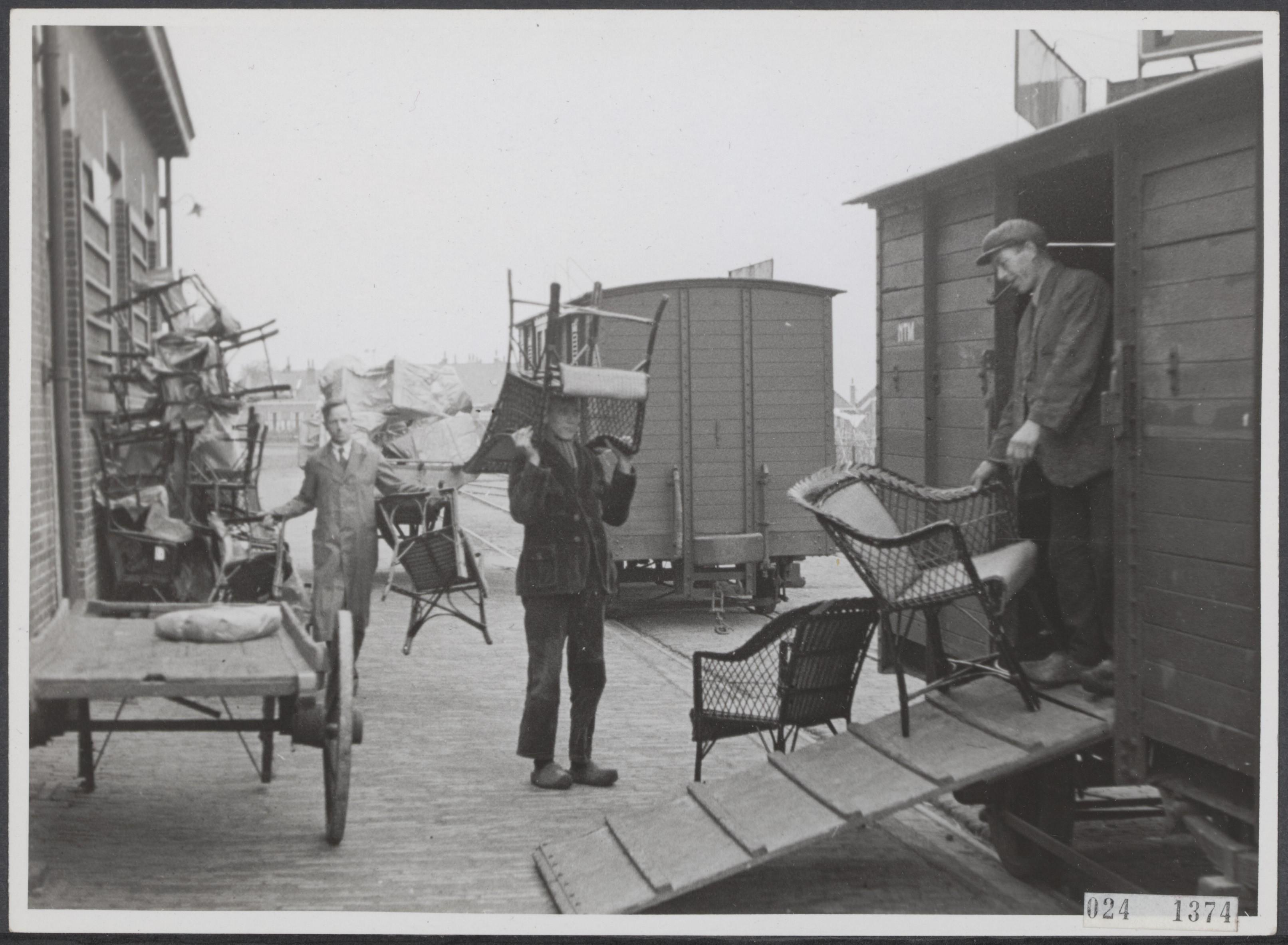
Stoelen ingeladen in wagons
- Rietvlechten op de school in 1946